# Zlatá Baňa
Zlatá Baňa je obec na Slovensku v okrese Prešov. První písemná zmínka o obci pochází z roku 1550. Byla to poslední obec v Československu (a tedy i na Slovensku), kam byla zavedena elektřina (v roce 1960).

## Geografie
Obec leží v severovýchodní části Slánských vrchů na soutoku tří potoků: Delňa, Jozefka a Rakuvpotok. Nejvyšším bodem je vrch Šimonka (1092 m n. m.). Obec leží v nadmořské výšce 496–1092 m, střed obce je ve výšce 585 m n. m.  Území, které je značně členité, je tvořeno pyroxenickými andezity a jejich pyroklastika převážně v tufovém vývoji. Větší část území tvoří dubo-bukový lesní porost. Východní část území je součásti národní přírodní rezervace Šimonka. Na území obce je přírodní rezervace s názvem „Pralesy Slovenska-Kujavy“.

### Části obce
- Zlatá Baňa
- Sigord

### Sousední obce
Sousedními obcemi jsou na severu Pavlovce, na východě Petrovce, Hermanovce nad Topľou a Zámutov, na jihu Červenica, na západě Tuhrina, Lesíček, Abranovce, Kokošovce a Ruská Nová Ves.

## Fotografie

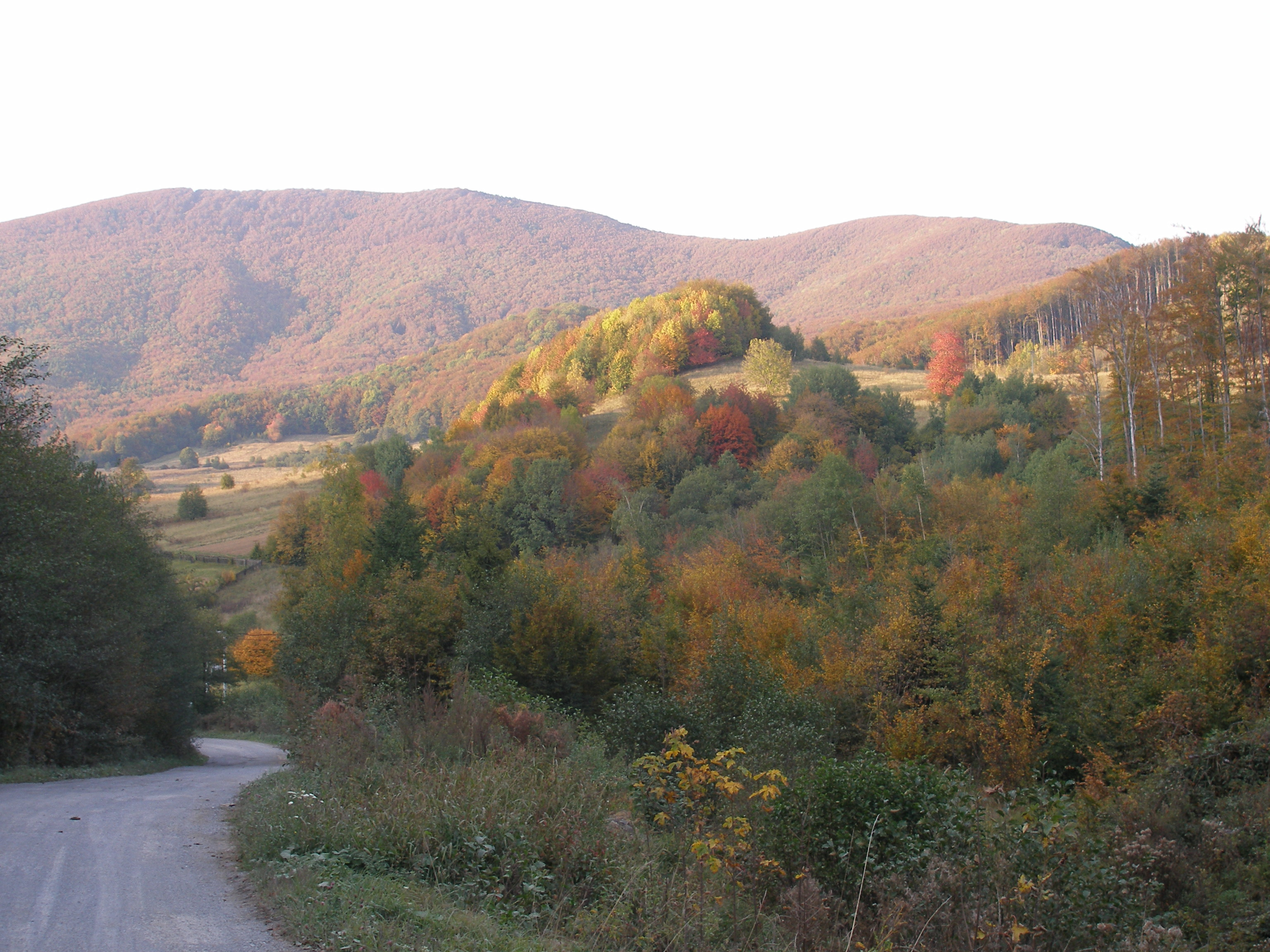
Zlatá Baňa
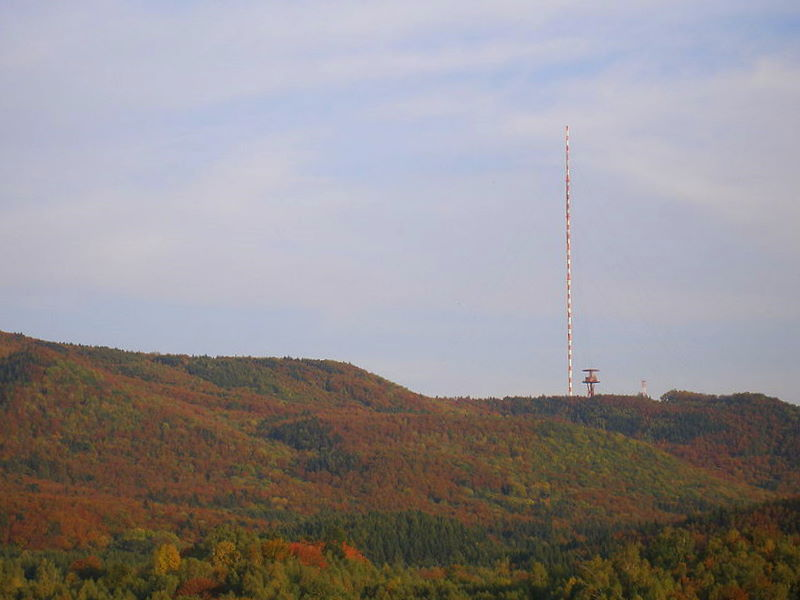
Nejvyšší stavba na Slovensku – vysílač Dubník
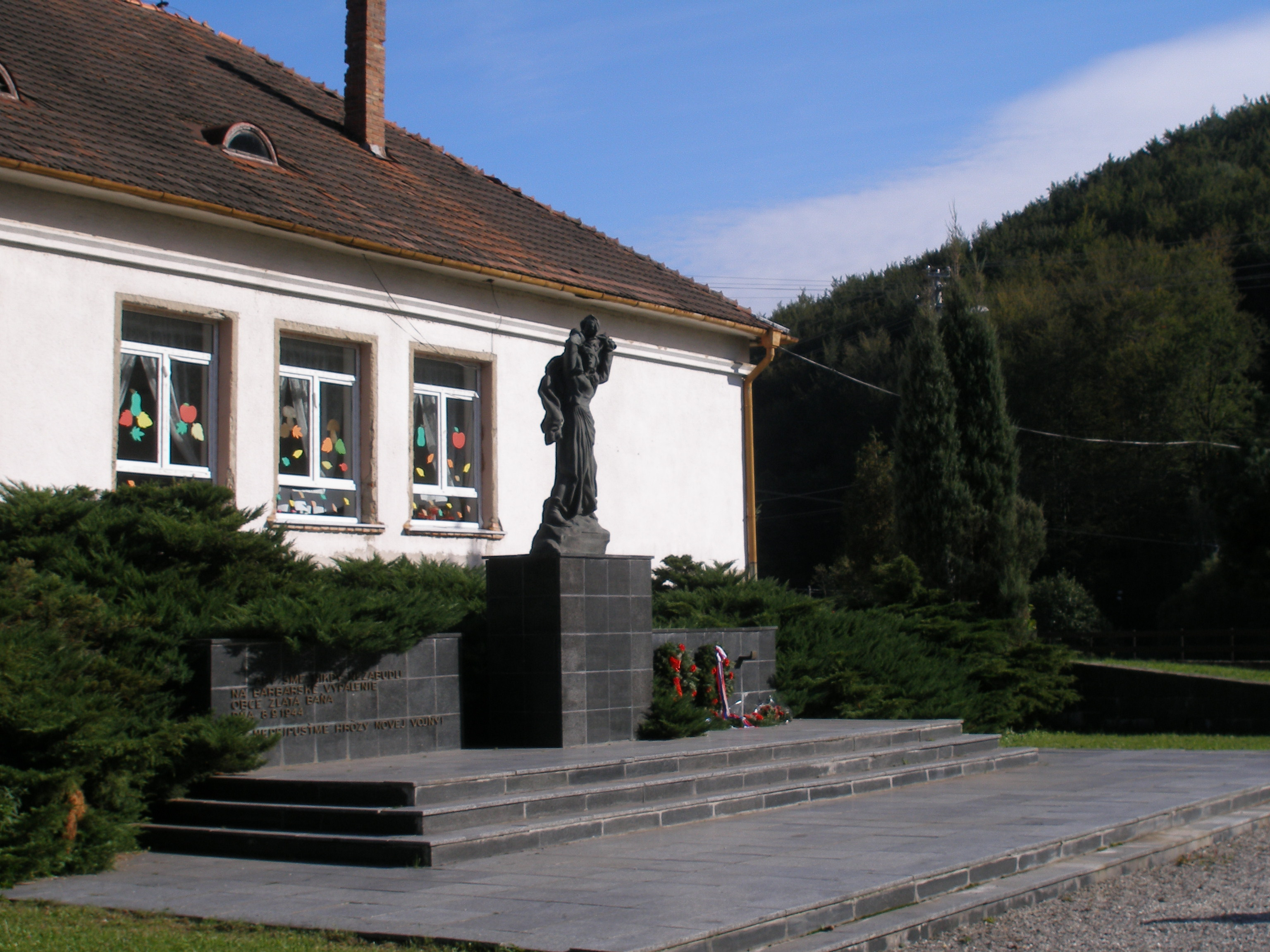